# W̴
Cette page contient des caractères spéciaux ou non latins. S’ils s’affichent mal (▯, ?, etc.), consultez la page d’aide Unicode.
Le w tilde inscrit ou w tilde médian, w̴, est un symbole de l’alphabet phonétique international. Il est composé d’un w diacrité d’un tilde médian.

## Utilisation
Dans l’alphabet phonétique international, [w] représente une consonne spirante vélaire voisée vélarisée ou pharyngalisée, respectivement aussi représentée par [wˠ] et [wˤ].
Christophe Pereira utilise [w̴] dans une description du parler arabe lybien de Tripoli.

## Représentations informatiques
Le w tilde médian peut être représentée avec les caractères Unicode (latin de base, diacritiques) suivants :
| formes    | représentations | chaînes de caractères | points de code | descriptions                                       | notes |
| --------- | --------------- | --------------------- | -------------- | -------------------------------------------------- | ----- |
| minuscule | w̴               | w◌̴                    | U+0077 U+0334  | lettre minuscule latine w diacritique tilde médian |       |